# 豐德發電廠
豐德發電廠為一座位於臺灣臺南市山上區豐德里台灣糖業公司那拔林農場內的民營天然氣火力發電廠，又稱豐德電廠，或是森霸電廠。該發電廠由森霸電力公司所擁有，並將所發出之電力售予台灣電力公司以進行全臺電力調度。

## 沿革
豐德發電廠最初由台灣汽電共生公司、台灣糖業公司、東京電力國際公司、兆豐國際商業銀行、大亞電線電纜及全球人壽等多家合資的森霸電力公司進行投資開發。森霸電力公司成立於2000年8月29日，並計畫租用台糖位於臺南市山上區的那拔林農場來設置發電廠。
1999年8月17日，豐德發電廠開發計畫獲得行政院環保署環境影響評估會議的有條件通過。隨後發電廠即開始興建。
豐德發電廠於2001年12月正式動工。台灣汽電公司負責承攬發電廠內的主設備安裝與測試工作，以及發電機組附屬設備的採購與安裝測試。廠內預計將安裝單部裝置容量達490MW，兩部共980MW的多軸式燃氣複循環發電機組。機裝工程公司負責發電廠渦輪機設備的安裝工程。台灣鐵塔公司負責發電廠發電後電力輸出至台電輸電線路的鐵塔搭建工程。壹東實業承攬發電廠廠房外牆與屋頂施作，並於2003年11月完成施作。
豐德發電廠於2004年3月29日正式完工，並開始商轉發電，總發電廠佔地面積為16.7公頃。
因東京電力與中部電力合作成立捷熱公司，原本東京電力持有的海外資產轉賣給捷熱。

## 組織架構

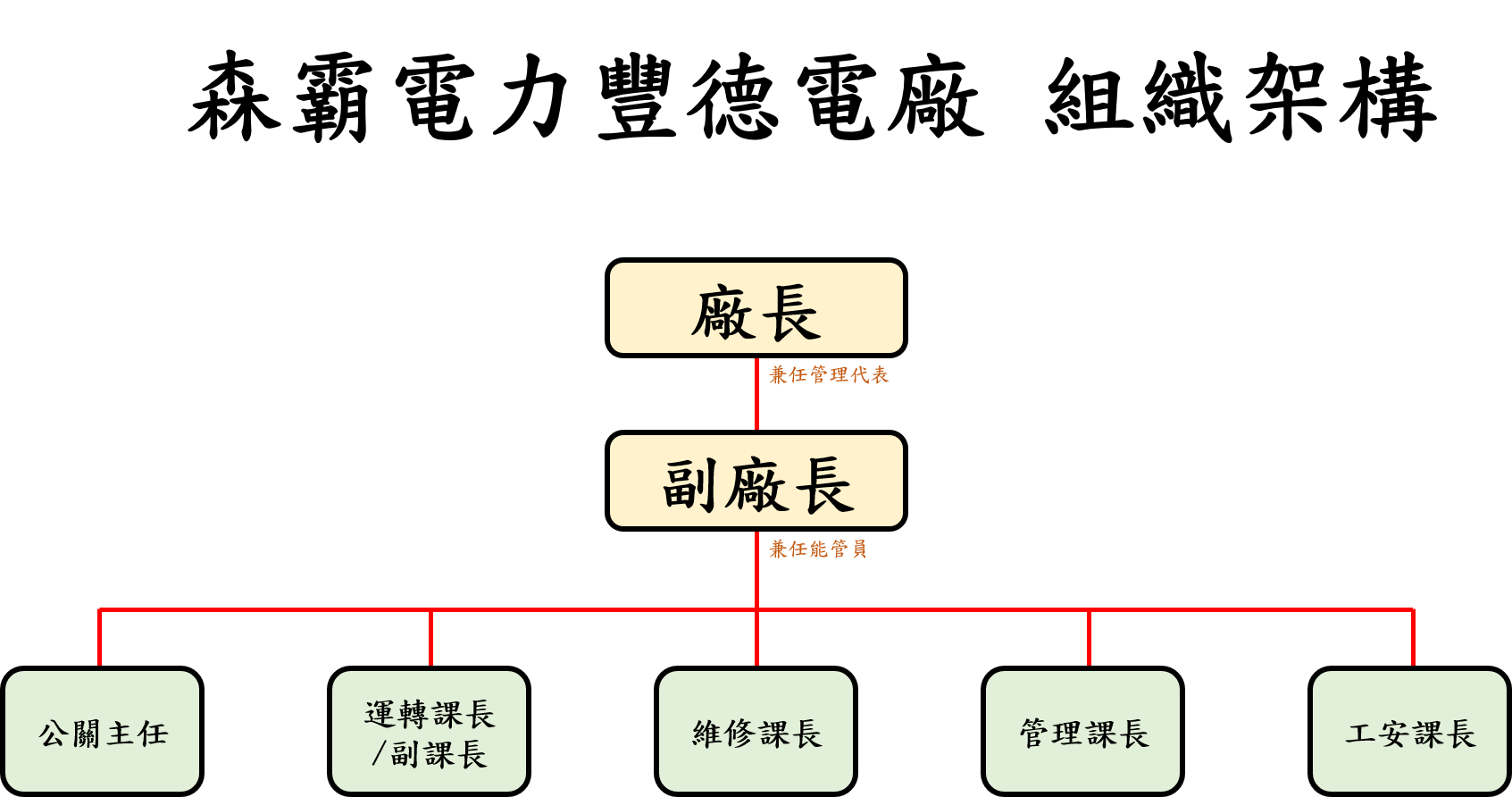
豐德電廠 組織

## 設施

### 發電機組
| 氣渦輪發電機類型                                                                          | 熱回收爐類型             | 汽輪發電機類型                             | 機組數量 （汽渦輪機+汽輪機） | 發電燃料 | 裝置容量（MW） | 商轉日期      | 狀態   |
| ----------------------------------------------------------------------------------------- | ------------------------ | ------------------------------------------ | ---------------------------- | -------- | -------------- | ------------- | ------ |
| 1-1 日本三菱重工製氣渦輪發電機 · 1-2 日本三菱重工製氣渦輪發電機                           | 日本巴布科克日立公司製造 | ST-1 日本東芝電機製汽輪發電機              | 2部汽渦輪機 1部汽輪機        | 天然氣   | 490MW          | 2004年3月29日 | 商轉中 |
| 2-1 日本三菱重工製氣渦輪發電機 · 2-2 日本三菱重工製氣渦輪發電機                           | 日本巴布科克日立公司製造 | ST-2 日本東芝電機製汽輪發電機              | 2部汽渦輪機 1部汽輪機        | 天然氣   | 490MW          | 2004年3月29日 | 商轉中 |
| 3-1 德国西門子公司製SGT6-9000HL汽渦輪發電機 · 3-2 德国西門子公司製SGT6-9000HL汽渦輪發電機 | 比利时約翰·科克里爾製造  | ST-3 德国西門子公司製 SST6-5000 汽輪發電機 | 2部汽渦輪機 1部汽輪機        | 天然氣   | 1,100MW        |               | 興建中 |

### 輔助設備
- 氣冷式冷凝器：兩組氣冷式冷凝器， 比利时Hamon公司製造[8]。
- 輸氣管路：總長約18.2公里，由台灣中油公司台南配氣站供應[10] 。

## 資料來源
1. 1 2  . 經濟部能源局. 2016-02-19  [2016-05-21]. （原始内容存档于2016-07-10） （中文（臺灣））.
2. 1 2 3 4  . 台灣汽電共生公司.   [2016-05-21]. （原始内容存档于2017-03-05） （中文（臺灣））.
3. 1 2  . 台灣糖業公司.   [2016-05-21] （中文（臺灣））.
4. ↑   (PDF). 行政院環保署. 1999-08-17  [2016-05-21]. （原始内容 (PDF)存档于2017-03-05） （中文（臺灣））.
5. ↑  . 機裝工程有限公司. 1  [2016-05-21]. （原始内容存档于2016-01-13） （中文（臺灣））.
6. ↑  . 台灣鐵塔股份有限公司.   [2016-05-21]. （原始内容存档于2020-08-08） （中文（臺灣））.
7. ↑  . 壹東實業股份有限公司.   [2016-05-21]. （原始内容存档于2020-08-12） （中文（臺灣））.
8. 1 2 3 4 5 6 7  . 台灣汽電共生公司.   [2016-05-21]. （原始内容存档于2017-03-05） （中文（臺灣））.
9. ↑  . Modern Power Systems. 2024-09-04  [2024-10-13]. （原始内容存档于2024-10-13）.
10. ↑  蔡定宇.  (PDF). 森霸電力公司.   [2016-05-21] （中文（臺灣））.[永久]